# Chipaque
Chipaque è un comune della Colombia facente parte del dipartimento di Cundinamarca.
Il centro abitato venne fondato da Oidor Luis Enrique nel 1600.